# مهر پنجم (فیلم ۱۹۷۶)
مهر پنجم (به مجاری: Az ötödik pecsét)(به انگلیسی: The Fifth Seal)فیلمی محصول سال ۱۹۷۶ ساخته زلتان فابری، کارگردان مجارستانی است که بر اساس رمانی به همین نام از نویسنده مجارستانی فرنچ سانتا در سال ۱۹۶۳ ساخته شده است. این فیلم برنده جایزه طلایی دهمین جشنواره بین‌المللی فیلم مسکو شد. و به بیست و هفتمین جشنواره بین‌المللی فیلم برلین راه یافت. این فیلم همچنین به عنوان ورودی مجارستان برای بهترین فیلم خارجی زبان در چهل و نهمین دوره جوایز اسکار  انتخاب شد، اما به عنوان نامزد پذیرفته نشد.

## داستان
در بوداپست در سال ۱۹۴۴ حین حکم‌رانی حزب صلیب پیکان و جنگ جهانی دوم؛ یک ساعت‌ساز، یک کتاب‌فروش و یک نجار در یک بار با صاحبش مشغول نوشیدن هستند که غریبه‌ای، یک عکاس به آنها ملحق می‌شود. ساعت ساز سوالی اخلاقی می پرسد که زندگی همه‌ی آنها را دستشخوش تغییر می‌کند: اگر تو همین امروز از دنیا بروی و زندگی قبلی خود را به خاطر نیاوری می‌توانی یکی از این دو شخص باشی، تو کدام یک خواهی بود؛ توماسوکتاشکی رهبر یک جزیره خیالی است و گیوگو برده اوست. توماسوکتاشکی قدرتمند و شرور با گیوگیو بیچاره با وحشیگری شدید رفتار می‌کرد، اما هرگز احساس پشیمانی نکرد زیرا با اخلاق وحشیانه عصر خود زندگی می‌کرد. گیوگیو در بدبختی و رنج زندگی می‌کرد، اما آرامش را در این واقعیت یافت که هر ظلمی که برای او اتفاق می افتد هرگز به دلیل اعمال او ایجاد نشده است و او هنوز هم فردی بی گناه و با وجدان پاک است. این سوال همه‌ی آن ها را دچار آشفتگی می‌کند، و برای یافتن پاسخ به مشکلات اخلاقی با خویش بر‌می‌خوردند..

## جوایز
برنده جایزه طلایی دهمین جشنواره بین‌المللی فیلم مسکو
نامزد خرس طلایی بیست و هفتمین جشنواره بین‌المللی فیلم برلین